# Ossido di indio-gallio-zinco
L'ossido di indio-gallio-zinco (noto con l'acronimo IGZO, dall'inglese Indium Gallium Zinc Oxide) è un materiale semiconduttivo, costituito da indio (In), gallio (Ga), zinco (Zn) e ossigeno (O). Il TFT, in tecnologia IGZN, è usato nel backplane degli schermi piatti (FPD). L'IGZO-TFT è stato sviluppato dal gruppo di Hideo Hosono presso il Tokyo Institute of Technology con la collaborazione della Japan Science and Technology Agency (JST) nel 2003 (crystalline IGZO-TFT) e nel 2004 (amorphous IGZO-TFT). Nell'IGZO-TFT, l'elettrone ha una mobilità superiore, rispetto al silicio amorfo (usato molto comunemente negli LCD e gli e-papers), che può variare dalle 20-50 volte. Come risultato, l'IGZO-TFT può migliorare la velocità, la risoluzione e la dimensione degli schermi piatti. È considerato come uno dei TFT più promettenti per poter essere usato nei pannelli OLED.
IGZO-TFT e le sue applicazioni sono di proprietà di JST. Sono stati conferiti in licenza a Samsung Electronics (nel 2011) e Sharp (nel 2012).